# Laurențiu Dumitrașcu
Laurențiu Dumitrașcu (n. 14 august 1965) este un deputat român în legislatura 1996-2000, ales în județul Vâlcea pe listele partidului PNȚCD. Laurențiu Dumitrașcu a fost membru în grupul parlamentar de prietenie cu Republica Africa de Sud. Actual profesor de matematica la liceul teoretic :Benjamin Franklin din sec. 3 București. 